# كارولين سايمور
كارولين سايمور (بالإنجليزية: Carolyn Seymour)‏ هي ممثلة بريطانية، ولدت في 6 نوفمبر 1947 في أيلزبري في المملكة المتحدة.

## وصلات خارجية
- كارولين سايمور على موقع IMDb (الإنجليزية)
- كارولين سايمور على موقع ميوزك برينز (الإنجليزية)
- كارولين سايمور على موقع قاعدة بيانات برودواي على الإنترنت (الإنجليزية)
- كارولين سايمور على موقع إن إن دي بي (الإنجليزية)
- كارولين سايمور على موقع ديسكوغز (الإنجليزية)
- كارولين سايمور على موقع قاعدة بيانات الفيلم (الإنجليزية)